# Hyperballad
"Hyperballad", även "Hyper-Ballad", är en låt skriven av den isländska sångerskan Björk med Nellee Hooper och inspelad av Björk på albumet Post, 1996. Den gavs även ut som den andra singeln från albumet den 12 februari 1996. Låten har uppnått åttonde plats på den brittiska singellistan. 
Med dess snabba dance-inriktade tempo blandat med element från triphop och electronica är "Hyperballad" ett tydligt exempel på en IDM-låt (Intelligent dance music). I låten sjunger Björk om att hon vaknar tidigt en morgon före hennes partner och kastar små föremål ned för en klippa för att se dem gå i bitar. Hon föreställer sig att dessa föremål är hennes kropp, vilket får henne att må bättre av att återvända hem till sin älskares famn.
Musikvideon till låten regisserades av den franske videoproducenten Michel Gondry. I videon får man se Björk som en tv-spelskaraktär som springer genom ett konstigt landskap av pyloner och kastar sig sedan ned från en klippa.

## Låtlista
Brittisk CD 1 (192TP7CD; Utgiven: 1996)
1. "Hyperballad" (Radio Edit) - 4:00
2. "Hyperballad" (Robin Hood Riding Through The Glen Mix) - 6:32
3. "Hyperballad" (The Stomp Mix) - 5:09
4. "Hyperballad" (The Hyperballad Fluke Mix) - 6:38
5. "Hyperballad" (Subtle Abuse Mix) - 6:56
6. "Hyperballad" (Tee's Freeze Mix) - 7:19

Brittisk CD 2 (192TP7CDL; Utgiven: 1996)
1. "Hyperballad" (Radio Edit) - 3:58
2. "Isobel" (The Carcass Remix) - 5:41
3. "Cover Me" (Plaid Mix) - 5:24
4. "Hyperballad" (Towa Tei Remix) - 8:12